# Pietra del bando
La pietra del bando è una colonna di epoca medioevale presente in alcune città italiane, sopra la quale veniva infissa la testa tagliata ai criminali contumaci condannati a morte o al bando.
In questo modo si ottenevano due risultati: da una parte controllare l'identità del criminale per pagare poi la taglia, dall'altra mostrare al popolo l'efficacia della giustizia.
A Udine la “Pietra del Bando” si trovava poco lontano dalla Loggia pubblica, ai piedi della salita al castello ed è ricordata già in un documento del 1582.
A Venezia si trovava in angolo alla basilica di San Marco verso la piazzetta; fu divelta dal crollo del campanile nel 1902 e fermando le macerie evitò danni alla basilica. È formata da un tronco di colonna di porfido proveniente da San Giovanni d'Acri e trasportata qui probabilmente nel 1256. Su di essa ai tempi della repubblica il Comandador proclamava le leggi.